# Берковізна (Ліпський повіт)
Берковізна (пол. Berkowizna) — село в Польщі, у гміні Жечнюв Ліпського повіту Мазовецького воєводства.
У 1975-1998 роках село належало до Радомського воєводства.